# Saison 2016 de l'équipe cycliste Veranclassic-Ago
La saison 2016 de l'équipe cycliste Veranclassic-Ago est la sixième de cette équipe.

## Préparation de la saison 2016

### Sponsors et financement de l'équipe
Les deux principaux sponsors de l'équipe sont Veranclassic, qui donne son nom à l'équipe depuis 2014, et l'agence d'emploi intérimaire AGO, qui s'est engagée fin 2015 pour une saison. L'équipementier Ekoï reste fournisseur mais n'apparaît plus dans le nom de l'équipe. Le budget de Veranclassic-Ago pour cette saison s'élève à environ 500 000 euros.

### Arrivées et départs
| Arrivées             | Équipe 2015                   |
| -------------------- | ----------------------------- |
| Kenny Bouvry         | ESEG Douai-Origine Cycles     |
| Adrien Caulfield     |                               |
| Matthias Legley      | ESEG Douai-Origine Cycles     |
| Sam Lennertz         | Vastgoedservice-Golden Palace |
| Yannick Mayer        | Bike Aid                      |
| Robin Mertens        | Prorace                       |
| Dimitri Peyskens     | 3M                            |
| Ioánnis Spanópoulos  |                               |
| Massimo Vanderaerden | Lotto-Soudal U23              |

| Départs                   | Équipe 2016                     |
| ------------------------- | ------------------------------- |
| Edwig Cammaerts           | 3M                              |
| Robbe Casier              | Tomacc Poperinge                |
| David Desmecht            | Wetterse Dakwerken-Trawobo-VDM  |
| Serge Dewortelaer         | Differdange-Losch               |
| Dirk Finders              | retraite                        |
| Gorik Gardeyn             | Superano Ham-Isorex             |
| Patrick Gaudy             | décès                           |
| Jelle Goderis             | 3M                              |
| Mathias Krigbaum          | Christina Jewelry               |
| Paul-Mikaël Menthéour     | Fybolia Locminé Auto            |
| Martial Roman             | Probikeshop Saint-Étienne Loire |
| Sébastien Rosseler        | retraite                        |
| Melvin Rullière           | VC Rouen 76                     |
| Robin Stenuit             | Wanty-Groupe Gobert             |
| Yu Takenouchi             | Toyo Frame                      |
| Francesco Van Coppernolle | Wetterse Dakwerken-Trawobo-VDM  |
| Thomas Vaubourzeix        | Lupus Racing                    |

## Coureurs et encadrement technique

### Effectif
| Cycliste              | Date de naissance | Nationalité | Équipe 2015                   |  |
| --------------------- | ----------------- | ----------- | ----------------------------- |  |
| Kenny Bouvry          | 7 avril 1994      | Belgique    | ESEG Douai-Origine Cycles     |  |
| Jonathan Breyne       | 4 janvier 1991    | Belgique    | Veranclassic-Ekoï             |  |
| Alexis Caresmel       | 7 mars 1992       | France      | EC Raismes Petite-Forêt       |  |
| Adrien Caulfield      | 28 juillet 1993   | France      |                               |  |
| Niels De Rooze        | 6 septembre 1992  | Belgique    | Veranclassic-Ekoï             |  |
| Julien Dechesne       | 10 avril 1991     | Belgique    | Veranclassic-Ekoï             |  |
| Justin Jules          | 20 septembre 1986 | France      | Veranclassic-Ekoï             |  |
| Mathias Krigbaum      | 3 février 1995    | Danemark    | Veranclassic-Ekoï             |  |
| Matthias Legley       | 15 janvier 1991   | Belgique    | ESEG Douai-Origine Cycles     |  |
| Antoine Leleu         | 20 septembre 1993 | Belgique    | Veranclassic-Ekoï             |  |
| Sam Lennertz          | 3 septembre 1990  | Belgique    | Vastgoedservice-Golden Palace |  |
| Christophe Masson     | 6 septembre 1985  | France      | EC Raismes Petite-Forêt       |  |
| Yannick Mayer         | 15 février 1991   | Allemagne   | Bike Aid                      |  |
| Robin Mertens         | 8 novembre 1991   | Belgique    | Prorace                       |  |
| Dimitri Peyskens      | 26 novembre 1991  | Belgique    | 3M                            |  |
| Ioánnis Spanópoulos   | 20 mai 1993       | Grèce       |                               |  |
| Julien Van den Brande | 6 janvier 1995    | Belgique    | Veranclassic-Ekoï             |  |
| Massimo Vanderaerden  | 21 janvier 1995   | Belgique    | Lotto-Soudal U23              |  |
| Arnaud Voss           | 4 novembre 1992   | Belgique    | Veranclassic-Ekoï             |  |

Portraits
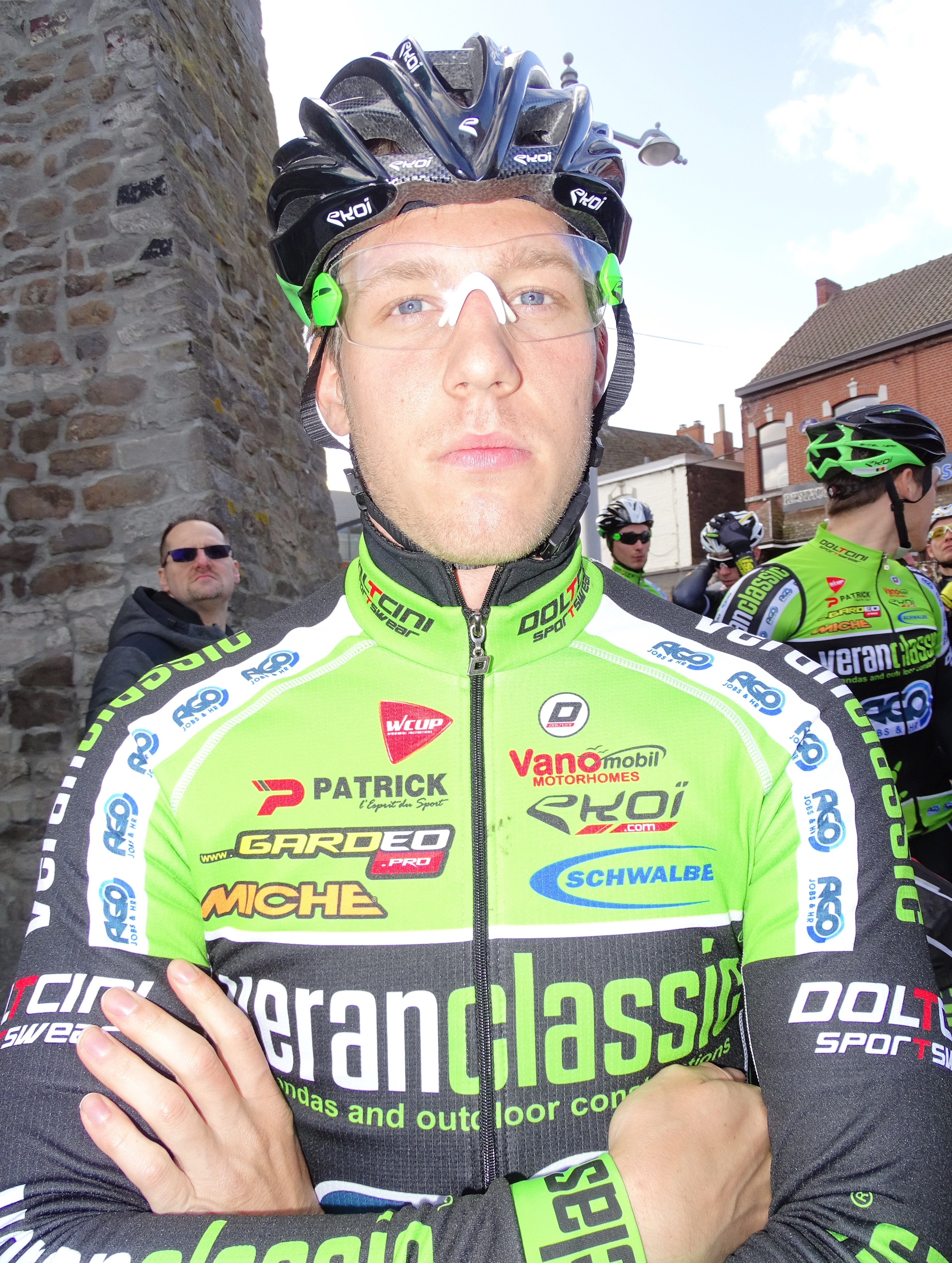
Kenny Bouvry.
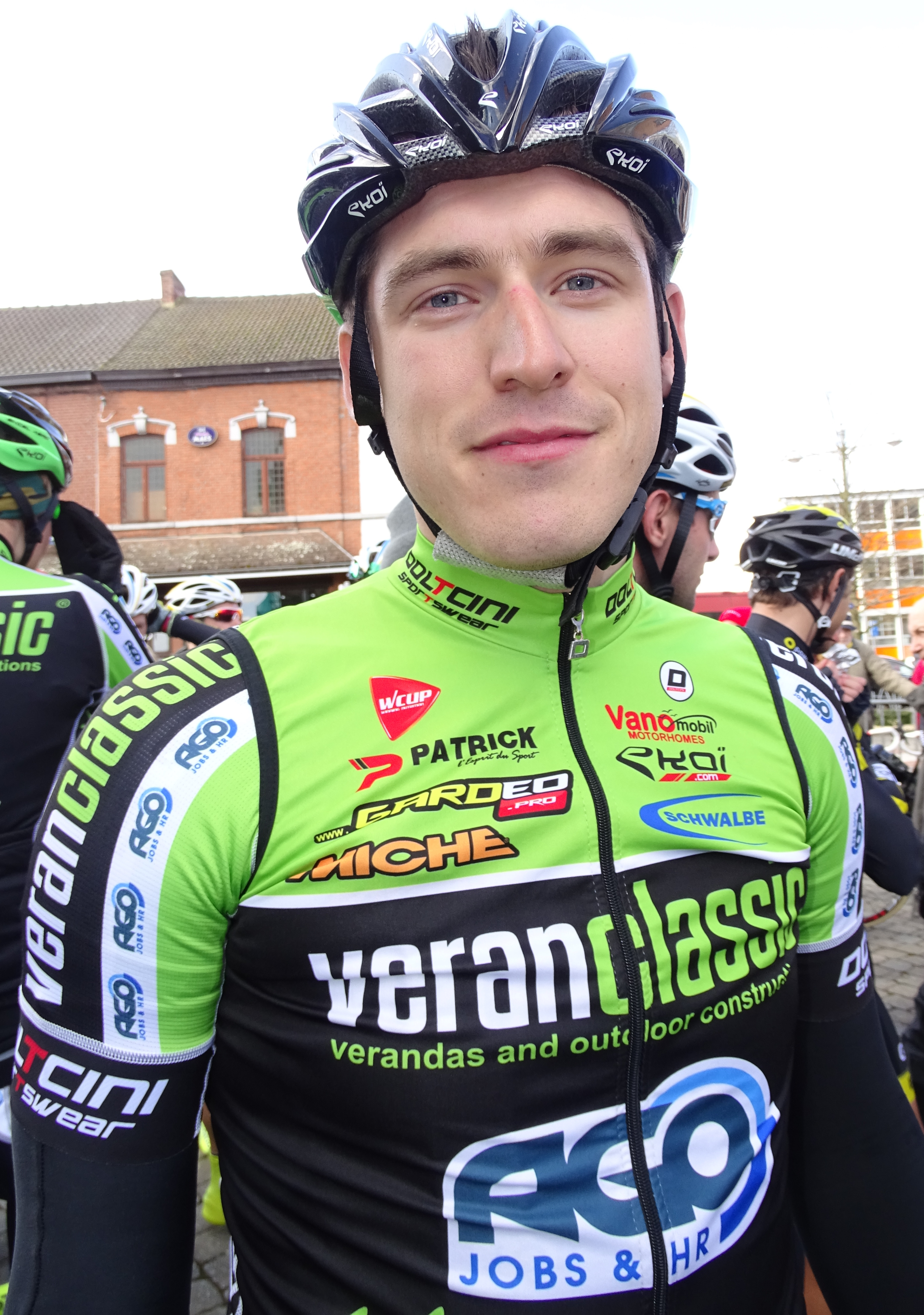
Jonathan Breyne.
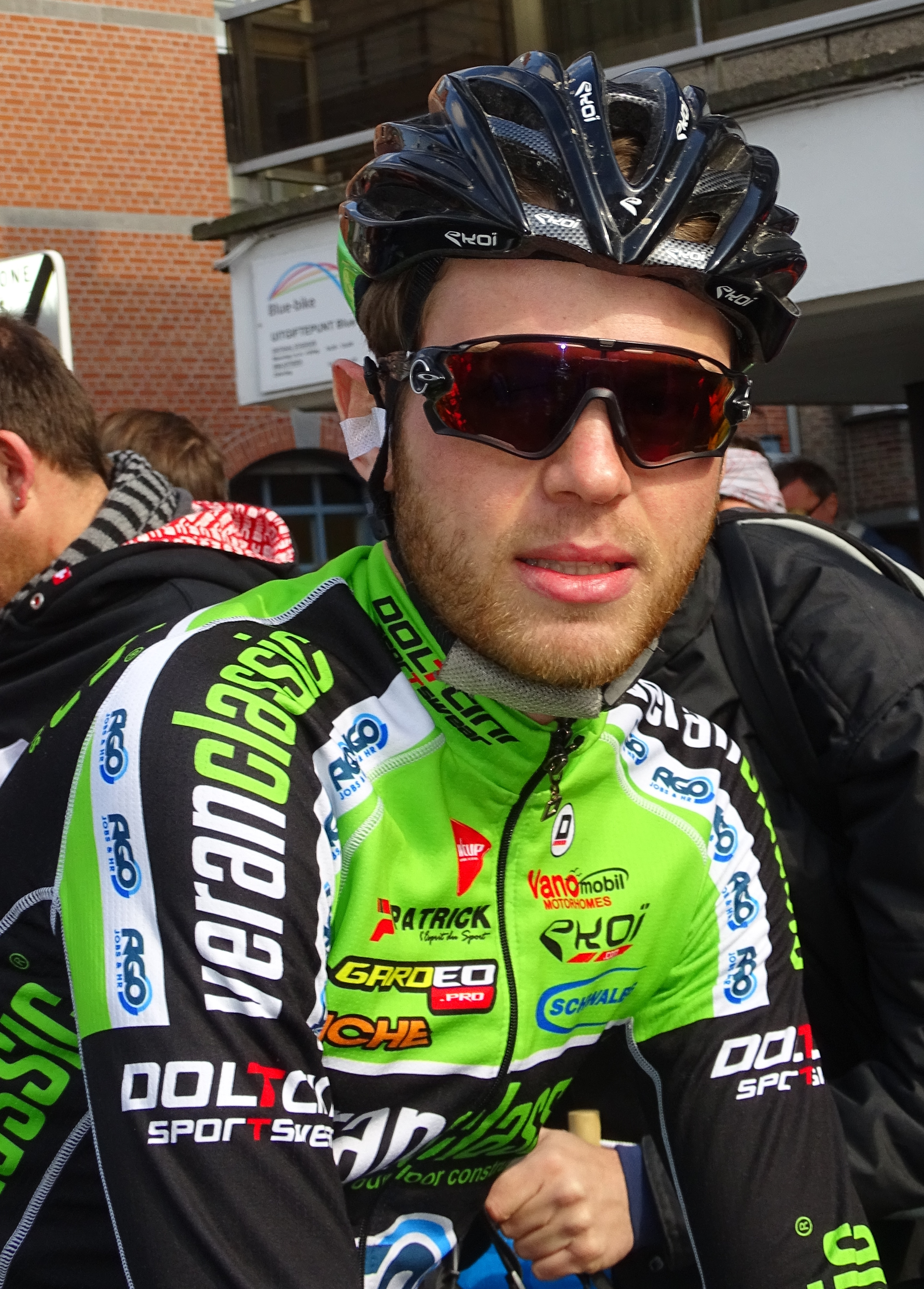
Niels De Rooze.
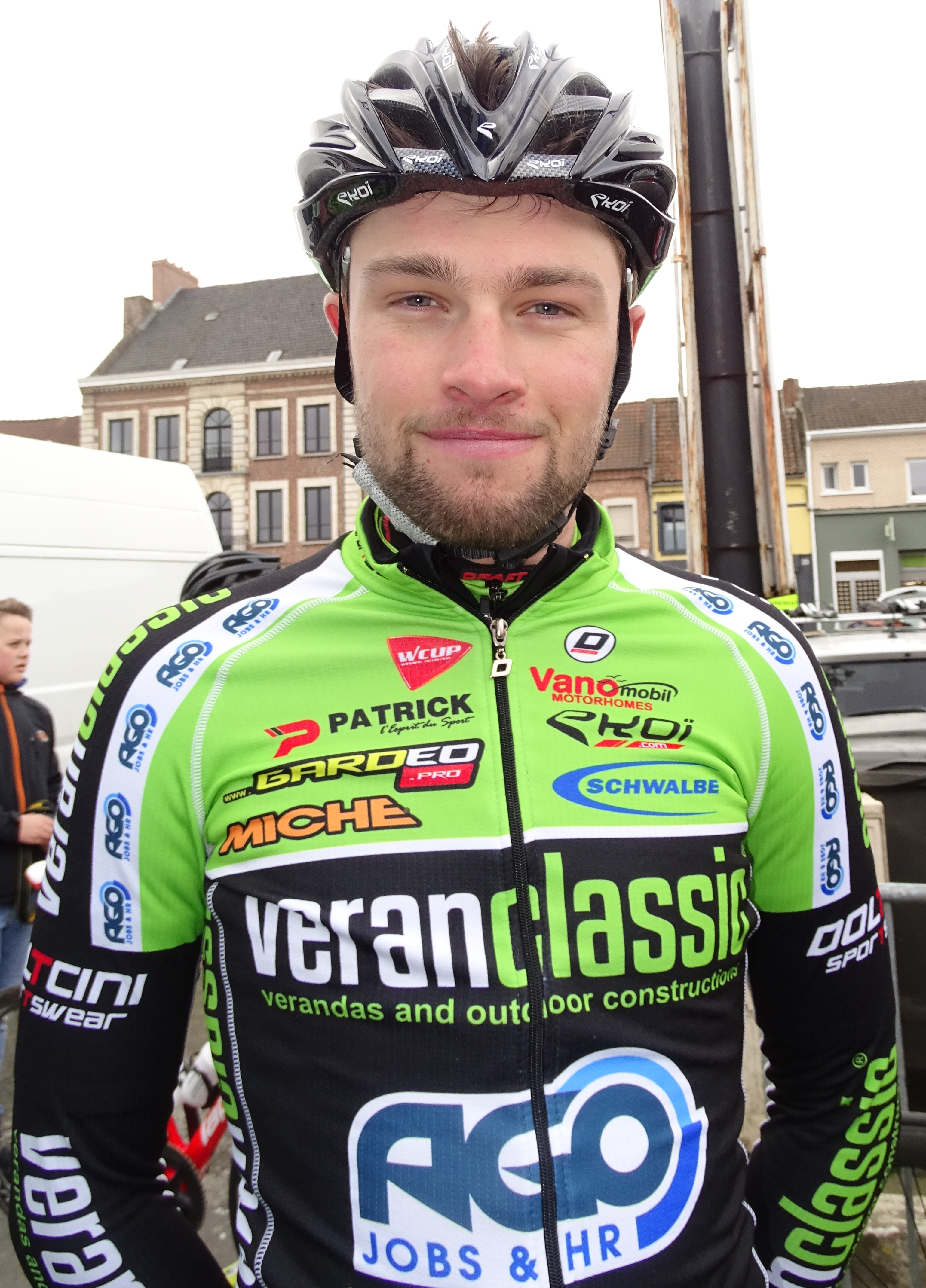
Matthias Legley.
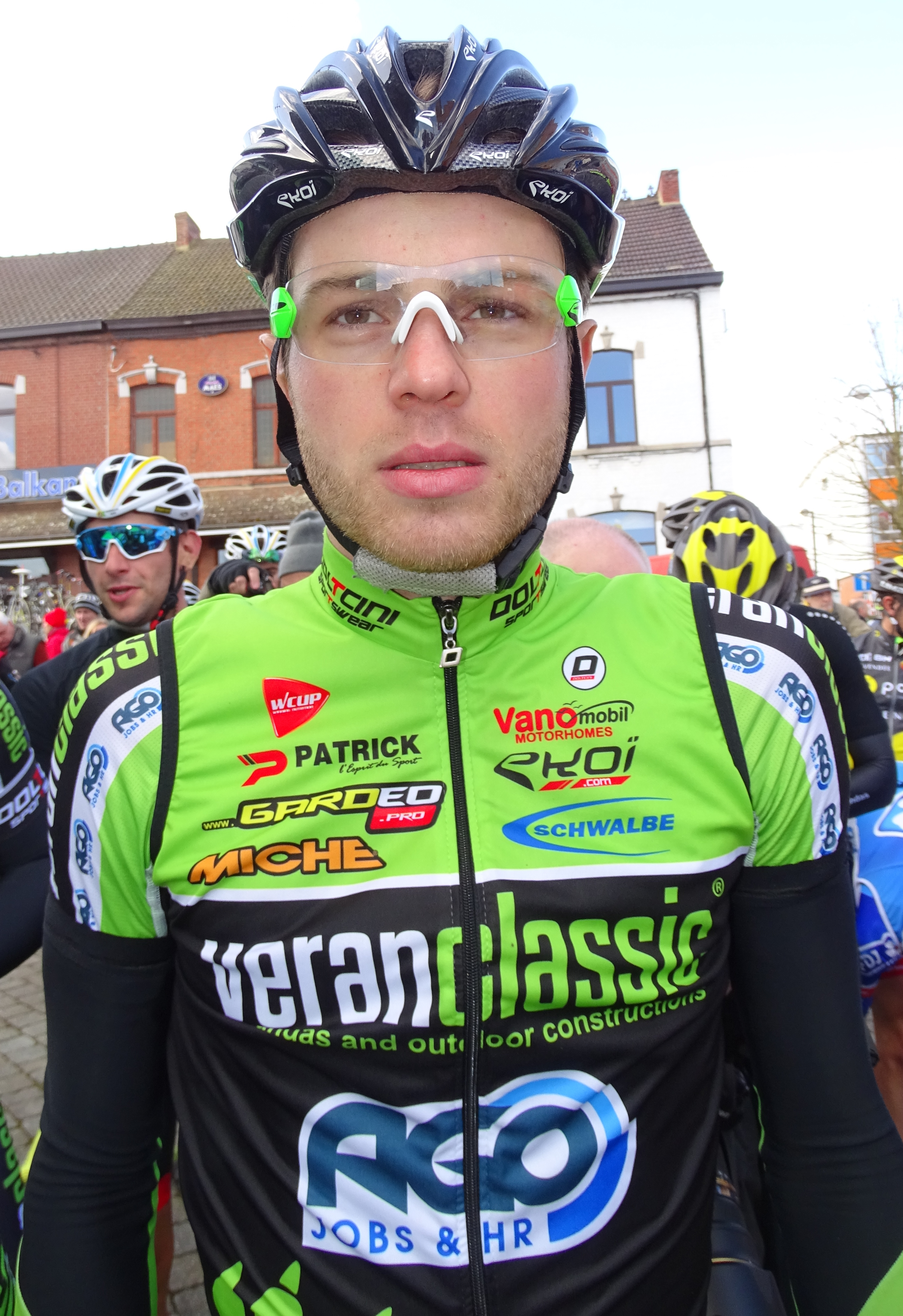
Antoine Leleu.
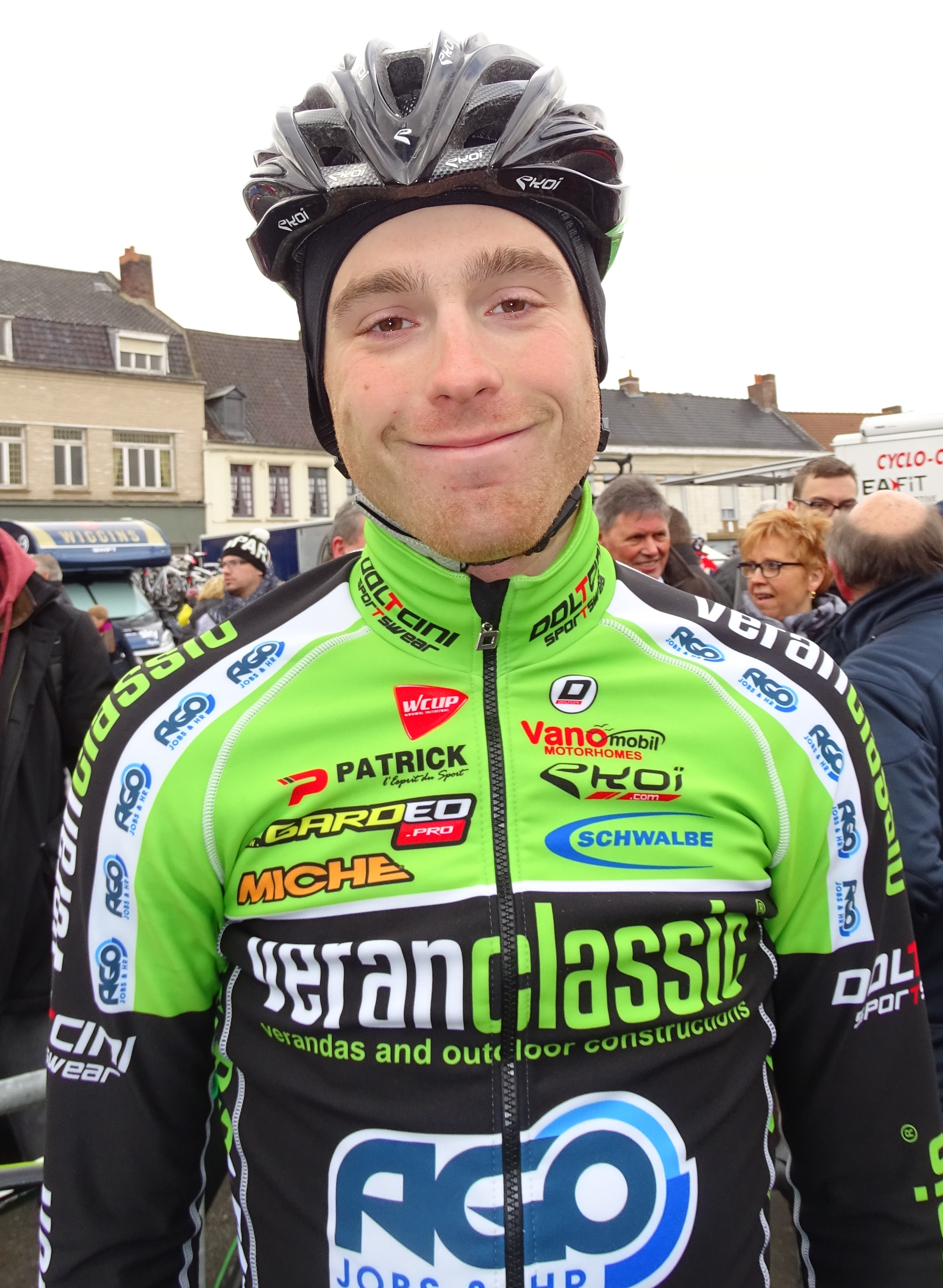
Sam Lennertz.
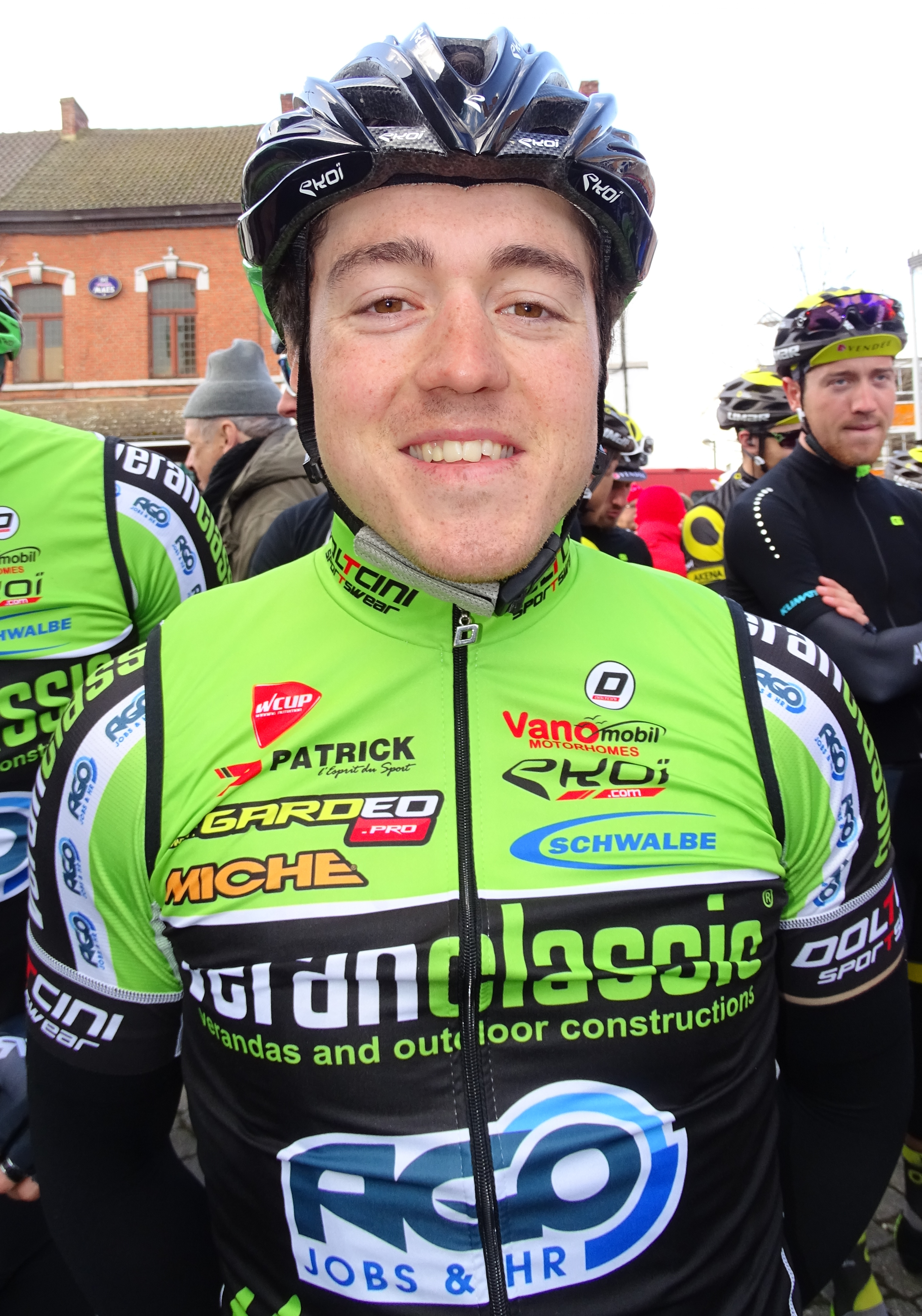
Yannick Mayer.
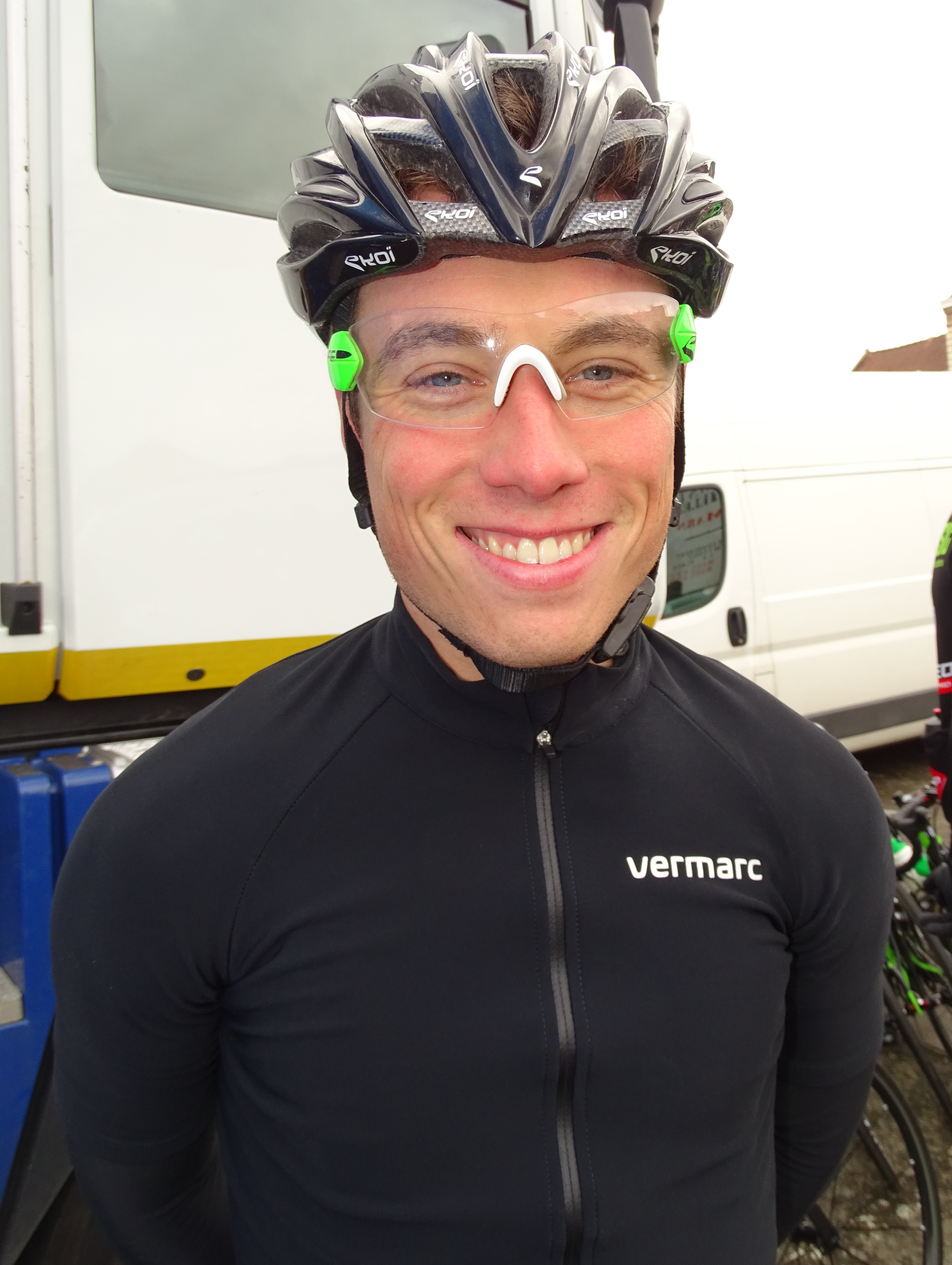
Dimitri Peyskens.
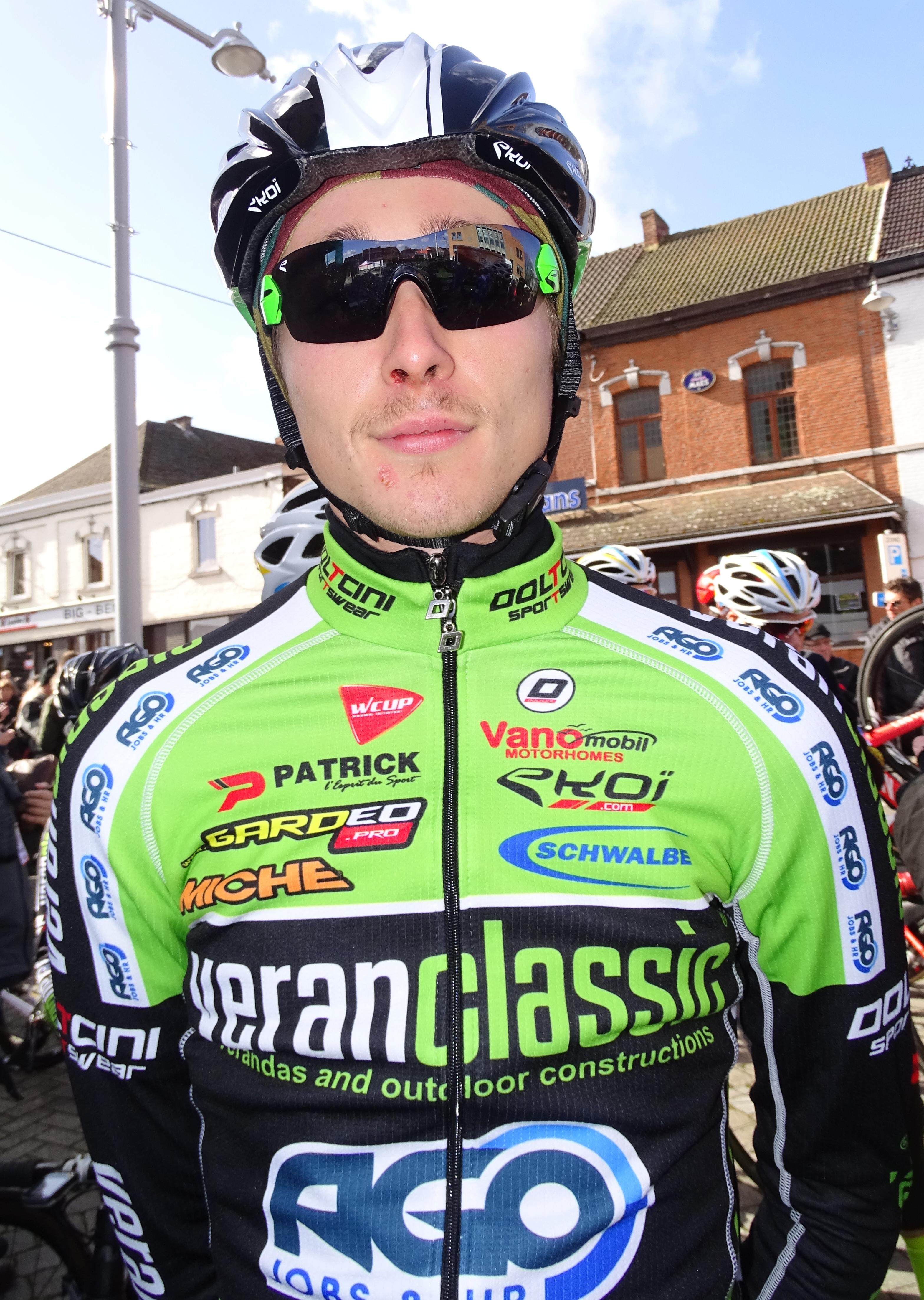
Julien Van den Brande.
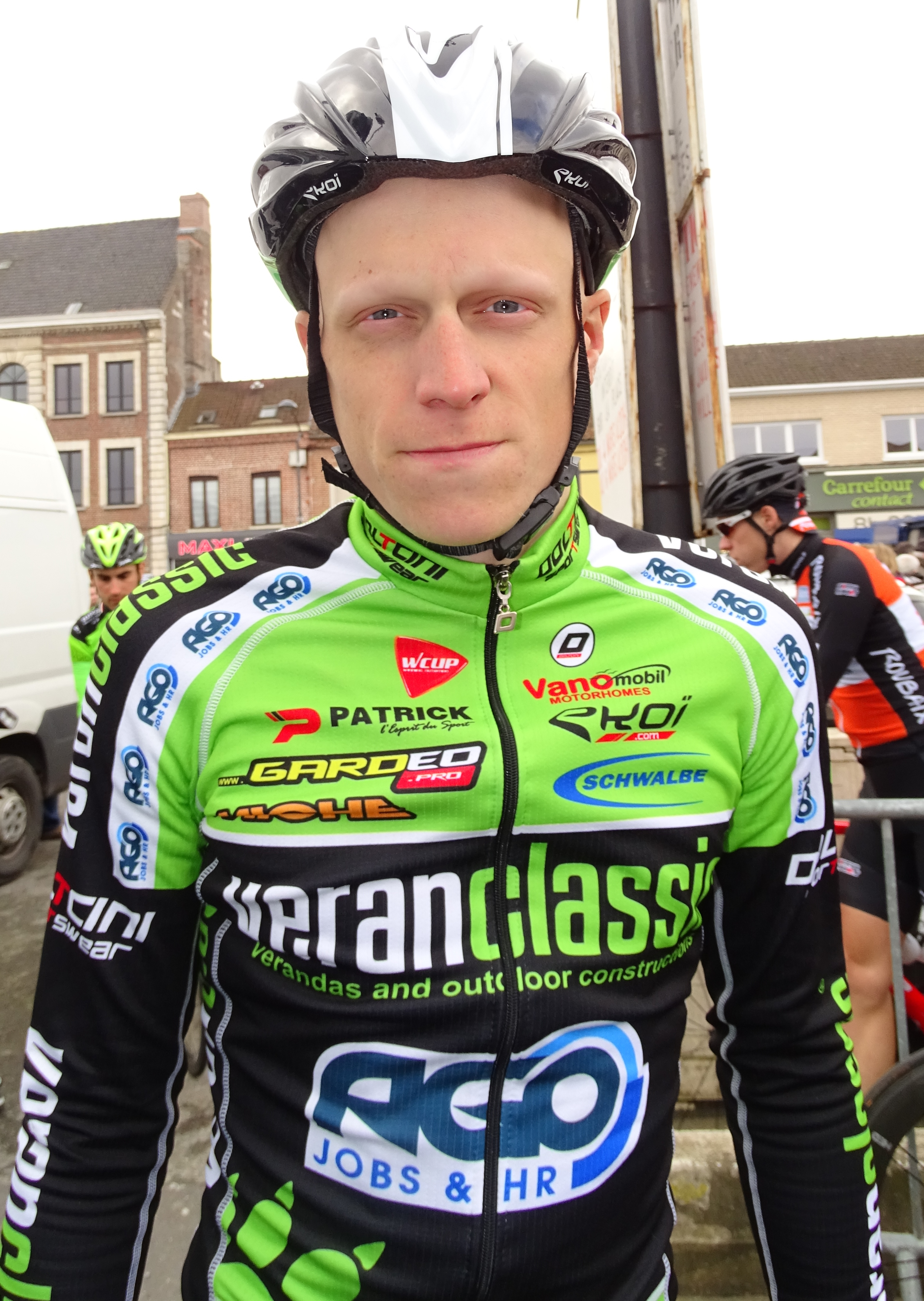
Arnaud Voss.
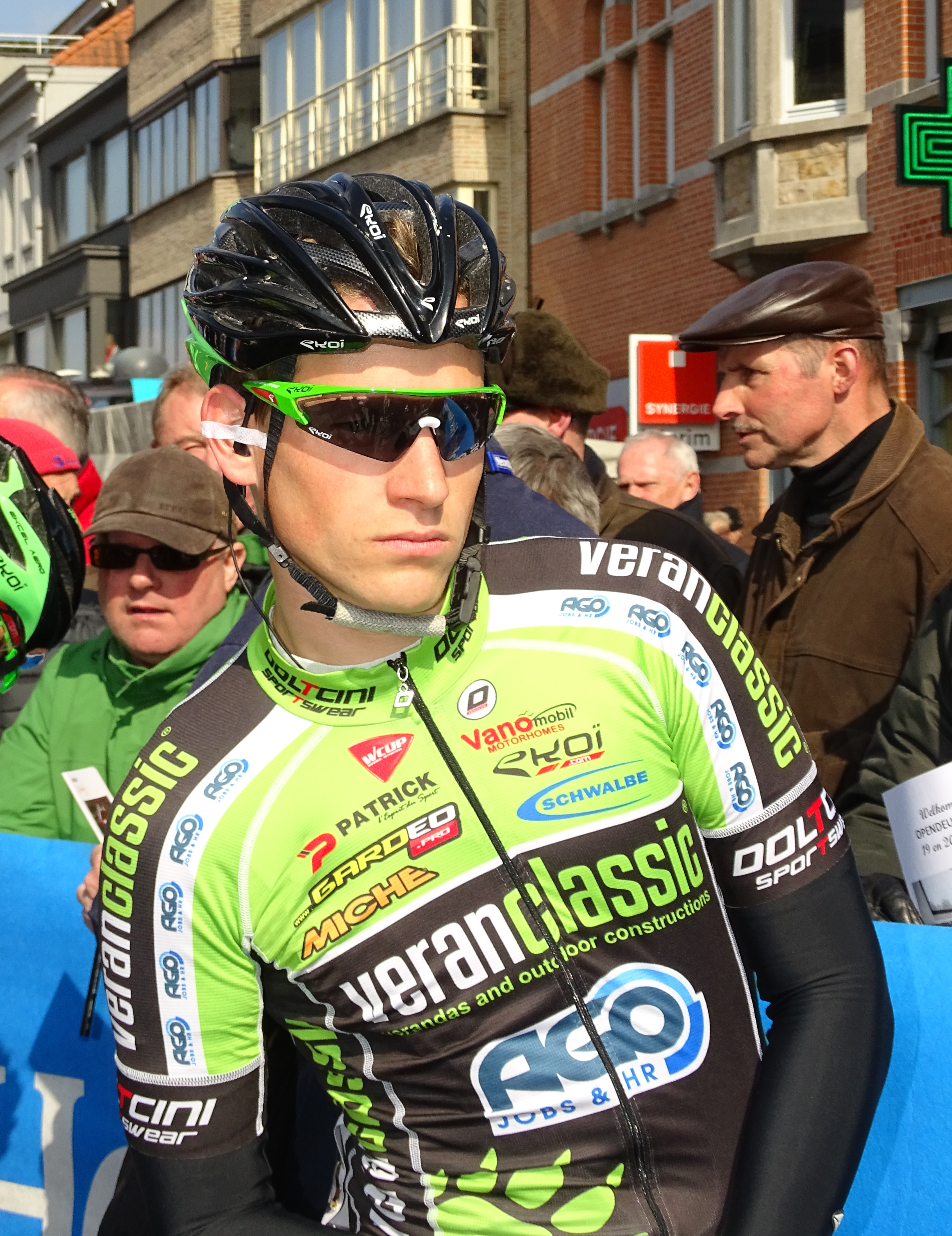
???.

## Bilan de la saison

### Victoires
| Date       | Course                      | Pays     | Classe | Vainqueur       |
| ---------- | --------------------------- | -------- | ------ | --------------- |
| 08/04/2016 | 8e étape du Tour du Maroc   | Maroc    | 2.2    | Justin Jules    |
| 22/05/2016 | 2e étape du Tour de Tunisie | Tunisie  | 2.2    | Justin Jules    |
| 24/05/2016 | 4e étape du Tour de Tunisie | Tunisie  | 2.2    | Matthias Legley |
| 09/07/2016 | Grand Prix de Saint-Nicolas | Belgique | 1.2    | Justin Jules    |